# Ernst Domke
Ernst Domke (* 1. März 1882 in Winzingen, Rheinpfalz; † 14. April 1945 im Konzentrationslager Bergen-Belsen, Provinz Hannover) war ein deutscher Politiker (SPD). Von 1918 bis 1920 war er Mitglied des Braunschweigischen Landtages.

## Leben und Wirken
Nach Militärdienst und Wanderschaft heiratete der Schmiedegeselle Ernst Domke im Jahre 1907. Er ließ sich in Wolfenbüttel nieder und arbeitete viele Jahre als Werkmeister in einem Gewerbebetrieb. Bis 1927 leitete er einige Jahre lang das Lager des Konsumvereins Wolfenbüttel. Von 1927 an wohnte das Ehepaar in Wittmar, wo Ernst Domke bis 1944 die örtliche Konsumfiliale führte.
Von Dezember 1918 bis Mai 1920 gehörte Domke dem Braunschweigischen Landtag an. Bis 1933 war er Mitglied des Kreistages des Landkreises Wolfenbüttel und des Gemeinderates von Wittmar. Auch nach dem Verbot der SPD hielt er Kontakt mit örtlichen Sozialdemokraten.
Nach dem gescheiterten Attentat vom 20. Juli 1944 auf Hitler wurde Domke am 22. August 1944 im Rahmen der Aktion Gitter verhaftet, nach Watenstedt-Salzgitter gebracht und dort im sogenannten Arbeitserziehungslager Hallendorf gefangen gehalten. Ende August 1944 wurde Domke in das Konzentrationslager Sachsenhausen bei Berlin überführt, im Frühjahr 1945 kam er nach Bergen-Belsen, wo er starb.
Ernst Domke war evangelisch. Seine Ehe blieb kinderlos. Nach ihm ist der Ernst-Domke-Weg in Wittmar benannt.